# Крунвалль, Ээви
Ээви Крунвалль (фин. Eevi Cronvall, урождённая Войпио, фин. Voipio; 6 мая 1916, Выборг, Великое княжество Финляндское — 5 июля 2009, Хельсинки, Финляндия) — финская пианистка. Жена скрипача Эрика Крунвалля.
Окончила Институт музыки Хельсинки (1934), занималась также на протяжении многих лет под руководством Кертту Бернхард и Тимо Миккиля, стажировалась в Вене у Роланда Раупенштрауха.
С 1936 года сама начала частным образом преподавать в Хельсинки. В 1938 году вышла замуж за Эрика Кронвалля и в дальнейшем по большей части выступала с ним в дуэте. С сольным концертом дебютировала в Хельсинки лишь в 1951 году. Концертировала с ведущими оркестрами Финляндии.
В 1962—1983 гг. преподавала в Академии имени Сибелиуса.
Сын Крунваллей — Аарно Крунвалль (род. 1945) — известный в Финляндии музыкальный журналист и продюсер, в 2000—2004 гг. генеральный менеджер Международного оперного фестиваля в Савонлинна.